# Awlad Mandil
Els Awlad Mandil o Banu Mandil (àrab: أولاد منديل, Awlād Mandīl o بنو منديل, Banū Mandīl) van ser una família dels Maghrawa que va dominar algunes regions del Magrib central en el període comprès aproximadament entre el 1160 i el 1372.
El seu origen fou Khazrun ibn Falful, ancestre dels Banu Khazrun, que van tenir el govern de Trípoli del 1001 al 1146. Dels Banu Khazrun en van sorgir diverses branques de les quals dues van tenir gran importància: la que va governar Trípoli i la que va governar el Chelif (o Xelif) que originà els Banu Mandil o Awlad Mandil. Amb relació a la primera, vegeu Emirat maghrawa de Trípoli.
La dinastia del Chelif va tenir com ancestre a Abu-Nas que vivia vers el 1160; el seu fill fou Abd-ar-Rahman ibn Abi-Nas (vers 1180); aquest va tenir un fill anomenat Mandil ibn Abd-ar-Rahman que fou governador almohade de Xelif vers el 1190 i se l'esmenta fins al primer quart del segle xiii. Es va apoderar del territori del riu Wamsharis (Ouarsenis) i de Médéa (Lamdiya) i Mitidja amb les regions a l'entorn i va fundar una dinastia anomenada Awlad Mandil a les fonts àrabs. Mandil fou derrotat pel mallorquí Yahya ibn Ghàniya i fou fet presoner morint en captivitat el 1225/1226. Va deixar diversos fills:
- Al-Abbàs ibn Mandil, governador de Xelif 1226-1249, que va adquirir Mliana, Ténès, Brechk i Cherchell dels hàfsides, com a vassall, però va perdre Medea i Ouarsenis contra els Banu Atiyya de la tribu zenata dels Banu Tujin a l'alt Chelif.
- Muhàmmad bn Mandil, que va heretar al seu germà i va governar del 1249 al 1263, sent assassinat pel seu germà i successor Aid
- Àïd ibn Mandil, que va governar a Ouarsenis i Madiyya (Médéa) del 1263 al 1269. Fou enderrocat pels abdalwadites que van posar al tron a un altre germà.
- Úmar ibn Mandil, posat al poder pels abdalwadites. Entre 1269 i 1271/1272 les diverses tribus maghrawa del Chelif van reconèixer la sobirania dels abdalwadites de Tlemcen però això no fou obstacle perquè Abu-Yahya I Yaghmurassan ibn Zayyan el 1273/1274 fes una expedició a la zona. Això només fou el primer episodi de les guerres que van enfrontar als maghrawes del Chelif amb els abdalwadites, que van durar cent anys.
- Thàbit ibn Mandil, successor del seu germà el 1278 i fins al 1294. Va vendre Ténès als Abdalwadides esperant obtenir Miliana a canvi.

El seu fill Muhàmmad ibn Thàbit fou emir del 1294 al 1295 en absència del seu pare. Els abdalwadites van ocupar les seves terres el 1295 i van sotmetre tot el'emirat i les tribus maghrawes. Els marínides estaven en guerra amb els abdalwadites (el setge de Tlemcen va durar del 1290 al 1305) i un germà de nom Rashid ibn Thabit ibn Mandil va demanar ajuda als marínides del Marroc (1295), i llavors els marínides van restaurar l'emirat i el van assignar a Úmar ibn Wíghran ibn Mandil (vers 1299-1303) tot i que una cosina estava casada amb el sultà marínida, i tenia un germà de nom Ràixid ibn Muhàmmad ibn Thàbit; aquest, decebut, és posat al servei dels prínceps hàfsides de Bugia, va iniciar la lluita contra els abdalwadites a la Mitidja el 1303/1304 i se li va unir un altre cap maghrawa anomenat Munif ibn Thabit suposadament el seu oncle. Va dominar la capital maghrawa, Mazuna, i amb el suport dels hàfsides de Bugia (Bidjaya) va derrotar a Úmar ibn Wíghran, dirigint els Maghrawa del 1303/1304 al 1310. El sultà abdalwadita Abu-Zayyan I (1304-1308) va fer una expedició el 1307 segons sembla en revenja pel suport dels maghrawes a l'atac i setge marínida a Tlemcen, expedició que després va continuar el sultà Abu Hammu I (1308-1318). En l'expedició del 1307 les viles de la vall del Chelif foren sotmeses per les forces abdalwadites i s'hi van instal·lar governadors obligant als maghrawes a fugir a les muntanyes. Rashid va mantenir la lluita del 1307 al 1310.
Va morir aquest any i el va succeir el seu fill Alí ibn Ràixid que fou obligat a fugir pels abdalwadites, emigrant cap al Marroc amb els seus seguidors i va acabar refugiat a l'Àndalus amb la seva família. El 1314/1315 els maghrawes de la tribu Banu Bu-Said es van revoltar a la vall del Chelif contra Abu-Hammu I, però foren derrotats i el xeic rebel va haver de fugir. Durant anys els maghrawes van estar sotmesos. Cap a la meitat del segle xiv els maghrawes havien adquirit altre cop força poder i buscaven independitzar-se de Tlemcen; la seva capital era Timzughat o Timzurat.
Alí ibn Ràixid va restar a l'Àndalus, segons unes fonts, fins que va morir, i segons altres, fins abans del 1348 quan, després d'una derrota dels abdalwadites contra els marínides (1342), va anar al Magreb i fou rebut a Mazuna, i tot seguit es va apoderar de Mliana, Ténès, Brechk i Cherchel, restablint l'emirat dels Maghrawa, però fou finalment derrotat per Abu-Thàbit I, emir abdalwadita de Tlemcen (1351/1352) i es va suïcidar. Els guerrers maghrawes es van refugiar a la fortalesa d'Adjru, que dominava la ciutat de Ténès però la invasió marínida de Tlemcen (que van dominar l'emirat fins al 1359) els va salvar.
Hamza ibn Alí, fill d'Alí ibn Ràixid, es va traslladar cap al Marroc després del 1352. Va tornar al Xelif més tard i es va revoltar contra els marínides amb l'ajut dels Maghrawa (1371) que poblaven la regió. El 1372 Abu-Hammu II recuperava el poder (1372-1383) i reunia al seu exèrcit per marxar contra els maghawes; els va derrotar completament i Timzughat, la seva residència al centre del territori, fou ocupada pels abdalwadites. Ténès i Miliana es van entregar sense lluita. Els maghrawes van quedar totalment subjectes i per evitar l'esclavatge van emigrar (1373) la major part cap a la Mitidja; Hamza va fugir a les terres de la tribu dels Banu Husayn (que estaven revoltats contra els marínides amb l'ajut dels abdalwadites) i va prendre el títol d'emir de Titteri. Derrotat a Timzught va ser capturat i executat (1372/1373).
Alguns maghrawes haurien restat a la regió del Chelif: Lleó l'Africà parla el 1525 dels nobles i valents habitants de la muntanya Magraua prop de Mostaganem.

## Llista d'emirs
- Mandil ibn Abd-ar-Rahman vers el 1190-1225/1226
- Al-Abbàs ibn Mandil, 1226-1249
- Muhàmmad ibn Mandil 1249-1263
- Àïd ibn Mandil 1263-1269
- Úmar ibn Mandil 1269-1278
- Thàbit ibn Mandil 1278-1294
- Muhàmmad ibn Thàbit 1294-1295
- Ràixid ibn Thàbit ibn Mandil (rebel) 1295-1299
- Úmar ibn Wíghran ibn Mandil vers 1299-1303
- Ràixid ibn Muhàmmad ibn Thàbit 1303-1310 (rebel 1307-1310)
- Abdalwadites 1310-1348
- Alí ibn Ràixid (rebel 1310) vers 1348-1352
- Abdalwadites 1352-1370
- Hamza ibn Alí 1371-1372, emir de Titteri 1372-1373